# Ephelis brabanti
Ephelis brabanti là một loài bướm đêm trong họ Crambidae.